# Kölner Alexianer
Die Kölner Alexianer waren eine katholische Ordensgemeinschaft für Laienbrüder in der Krankenpflege. Sie entwickelten sich in Köln wie auch in anderen Städten vor allem im niederrheinischen Raum und in Brabant aus der spätmittelalterlichen Bewegung der Begarden. Im Jahr 1507 wurden die Alexianer, die sich nach ihrem Schutzheiligen Alexius von Edessa benannten, von Papst Julius II. als Ordensgemeinschaft anerkannt. Im Verlauf des frühen 20. Jahrhunderts gründeten die Kölner Alexianer verschiedene Filialklöster. Sie fusionierten 1968 mit den Neusser Alexianern.

## Köln

### Spätmittelalter
Die Anfänge der Kölner Alexianer sind nicht genau bekannt, manche gehen von der zweiten Hälfte des 13. Jahrhunderts aus. Der damalige Fokus ihrer Arbeit als Begarden, also als gemeinschaftlich lebender christlicher Laien, ist unklar. Gesichert ist, dass sie später neben der Krankenversorgung zum Tode Verurteilte auf ihre Hinrichtung geistlich vorbereiteten, darunter bis in das 17. Jahrhundert Hexen. Eine Zeit lang widmeten sie sich der Betreuung von Geisteskranken. Ihre erste nachweisbare Niederlassung befand sich auf dem Kirchhof der Benediktinerinnenabtei und Pfarrkirche St. Mauritius, welche bis heute existiert. Bald verließen sie dieses Haus und bezogen zwei kleine Häuschen, welche an der Stiftsmauer von St. Caecilia angebaut und in der Fleischmengergasse, der heutigen Altstadt-Süd gelegen waren. Im Jahr 1300 siedelten sie in das Haus Erkelenz in der Lungengasse über und wurden von der Bevölkerung nach der von ihnen bewohnten Straße als Lungenbrüder bezeichnet. Der Priester Johann von Krefeld, der sich der Gemeinschaft angeschlossen hatte, kaufte das Haus und übergab es ihr am 3. August 1306.
Nach der Diözesansynode von 1307 beauftragte der Erzbischof von Köln, Heinrich II. von Virneburg, den Pfarrer von St. Aposteln mit der Exkommunikation der Lungenbrüder. Als sich hochstehende Persönlichkeiten für die Begarden einsetzten, wurden sie im Jahr 1308 öffentlich rehabilitiert. Um sich rechtlich besser abzusichern, wählten sie 1324 mit Rutger Overstolz einen Patrizier der Stadt zum Prokurator, der vier Jahre später wieder durch einen Bruder abgelöst wurde. Vor dem Jahr 1334 wurden einige Brüder zur Gründung eines Konvents in Aachen ausgesandt, aus dem 1477 das heutige Alexianerkloster Aachen entstand. Seit 1334 ist das Bestehen dieses Klosters urkundlich gesichert. Dieser Gründung folgten weitere in Trier 1354 und vor 1434 in Koblenz. In Köln baten die Brüder im Jahr 1382 den Offizial der Diözese Köln, Johannes de Cervo, um Visitation ihrer Ordensgemeinschaft, also um eine offizielle Bestandsaufnahme und Normenkontrolle. Wahrscheinlich mussten sie dafür eine bedeutende Summe zahlen, da einige Jahre zuvor der Papst zur Aufbesserung seiner stark belasteten Finanzen dem Kölner Erzbischof die Erlaubnis zur Visitation aller Ordensniederlassungen in der gesamten Kirchenprovinz verkauft hatte.
Am 2. Juli 1427 gab sich die Gemeinschaft neue Satzungen. Urkundlich bestätigt sind für April dieses Jahres 26 Brüder, die dem Hause angehörten. Ebenfalls 1427 stellte der Prokurator der Kölner Alexianer, Bruder Johann von Hildesheim, alle Dokumente, die dem Konstanzer Konzil vorgelegt worden waren, zusammen und ließ diese als Absicherung gegen zukünftige Verfolgungen notariell beglaubigen, was zugleich den Anfang des Archivs darstellte. 1450 gab ihnen Papst Nikolaus V. die Bestätigung als exemter Orden. Die Alexianer gaben sich den Wahlspruch caritas Christi urget nos (Uns treibt die Liebe Christi).
1468 nahm das erste Generalkapitel des Gesamtordens die Regel des heiligen Augustinus für den ganzen Orden an. Sie wandten sich deshalb an ihren Erzbischof und baten diesen, er möge die Änderungen ihrer Satzungen und die Annahme der Augustinusregel bestätigen, was am 2. Januar 1469 geschah. Im Jahr 1472 zu einem kirchlichen Orden erhoben, legten die Kölner Alexianer am 17. Januar 1473 erstmals die feierlichen Gelübde ab. Drei Jahre später wandten sie sich an den päpstlichen Legaten für Deutschland, Alexander von Forlì, und baten um die Erlaubnis zur Errichtung einer eigenen Kapelle, was dieser ihnen in einem Privileg am 24. April 1476 zuerkannte.
Nachdem der Stadtrat den Alexianern am 5. Juni 1481 das Haus „Zum Leopard“, welches am Neumarkt gelegen war, überlassen hatte, übergab er ihnen am 8. November 1484 auch die zweite Hälfte des Hauses „Zum Klüppel“, dessen erste Hälfte sie bereits 1336 erworben hatten. Hierbei handelte es sich um Überlassungen der Stadt zur freien Verfügung der Klostergemeinschaft, die sich dafür jedoch zur Fortführung ihrer karitativen Tätigkeit verpflichtete. Die Stadt betrachtete sich nun als Patron und Stifter des Klosters. Nachdem die beiden Häuser am Neumarkt dazu erworben wurden, begannen die Alexianer mit dem Bau einer Kapelle, die das Patrozinium des heiligen Alexius trug.

### 16. Jahrhundert
Diese öffentlich zugängliche Kapelle besaß anfangs nur einen Altar, wurde aber nach und nach ausgebaut. Aus einer am 15. Mai 1518 zwischen dem Pfarrer von St. Aposteln und den Brüdern getroffenen Vereinbarung geht hervor, dass sie mittlerweile ein kleines Türmchen mit Glocke besaß. In diesem Dokument wurde der Ordensgemeinschaft zugestanden, dass sie in der Kapelle drei konsekrierte Altäre besitzen sowie das Allerheiligste und die heiligen Öle aufbewahren durfte. Gleichzeitig war es ihnen erlaubt, von einem beliebigen Geistlichen eine öffentliche heilige Messe in ihrer Kapelle lesen zu lassen wie auch einen geweihten Friedhof für die Brüder und alle im Hause verstorbenen Personen anzulegen. Im Gegenzug musste das Kloster jedoch einige finanzielle Verpflichtungen übernehmen und der Priester, welcher für die Besorgung des Klostergottesdienstes zuständig war, das Versprechen ablegen, keinesfalls in die Parochialrechte von St. Aposteln einzugreifen. Als sich die Alexianer einmal nicht daran hielten, beschwerte sich 1718 der gesamte Pfarrklerus der Stadt Köln beim Generalvikariat.
Das Kloster, welches auch alte Menschen zur Pflege aufnahm, litt seit Mitte des 16. Jahrhunderts unter einer sich verschlechternden finanziellen Lage. Die Stadt ließ den Brüdern auf ihr Bitten hin eine gewisse Unterstützung zukommen, wodurch die Alexianer immer weiter in die Vormundschaft der Kölner Obrigkeit gerieten. 1546 klagten die Brüder erstmals vor dem Stadtrat über die zerrütteten Verhältnisse ihrer Finanzen und baten diesen um Hilfe, worauf dieser seine Provisoren anwies, sich mit den Brüdern gemeinsam über die Regelung ihrer Finanzangelegenheiten Gedanken zu machen. 1566 war die finanzielle Lage des Hauses dermaßen schlecht, dass viele Brüder das Kloster verließen und in der Stadt lebten. Der Stadtrat, welcher sich als Patron betrachtete, war jedoch nicht gewillt diesen Zustand hinzunehmen und forderte die in der Stadt lebenden Brüder auf, in das Haus zurückzukehren oder die Stadt zu verlassen. Die hochverschuldete Gemeinschaft aber klagte aufs Neue über ihre Lage, so dass der Stadtrat finanzielle Unterstützung leistete. Nach einer eingehenden Untersuchung ernannte der Stadtrat zwei Provisoren zur Überwachung der Klosterfinanzen. Die Brüder erklärten sich mit dieser sie in ihrer Freiheit einschränkenden Maßnahme einverstanden, da der Rat sich gleichzeitig bereit erklärte ihre Schulden zu bezahlen, welche sich auf etwa 1.000 Gulden beliefen. Über Jahre hinweg beschäftigte sich der Rat in seinen Sitzungen mit den Finanzen der Brüder, welche sich trotz allem nicht erholen wollten. Nachdem das Kloster bereits ein Haus verkauft und einen Prozess gegen säumige Schuldner eingeleitet hatte, gestattete der Stadtrat, welcher ernsthaft bemüht war den Brüdern zu helfen, im Jahre 1593 eine Sammlung zur Tilgung ihrer Schulden. Um dieser jedoch von Anfang an einen gewissen Erfolg zu sichern, schickte er seine Provisoren, gewissermaßen als Druckmittel auf die Geber mit auf den Rundgang. Sie müssen recht erfolgreich gewesen sein, denn bereits im Jahre 1608 waren sie wieder in der Lage ein Haus zu kaufen. Hatten sie ihre Schulden auch verloren, die Beaufsichtigung der Buch- und Rechnungsführung durch die Stadt, welche ihre „Rechte“ sehr genau wahrte und gebrauchte, verloren sie nicht mehr.

### 17. Jahrhundert
Die Moral des Ordens litt zusehends, so dass die Brüder 1601 durch eine Kommission des Erzbischofs von Köln einen Tadel erhielten, da sie durch ihr Benehmen den Pfarrern ernsthafte Unannehmlichkeiten bei den Begräbnissen bereiteten. Die Verhältnisse besserten sich jedoch nicht, so dass der Visitator 1613 um einen Kommissar bat, da er der Missstände im Kloster nicht mehr Herr werden könne. Unter Begleitung von drei Kommissaren hielt der genannte Visitator am 13. März des Jahres eine neuerliche Visitation ab. Als diese auch nichts in Bewegung setzte, kam man zu dem Entschluss den Pater abzusetzen. Da sich niemand im Konvent finden ließ, der die Stelle hätte übernehmen können, blieb der abgesetzte Pater für ein weiteres Jahr in seinem Amt.
Nachdem sich die Verhältnisse wieder gebessert hatten, untersagte der Stadtrat den Brüdern im Jahre 1636 das Tragen protestantischer Leichen. Da die Brüder dagegen protestierten, wurde das Verbot bald wieder aufgehoben. In den Zeiten der Pest starben im Jahr 1665 bis auf Pater Gottfried Undorp alle 22 Brüder des Konvents bei der Pflege der Pestkranken. Als im Dezember dieses Jahres die letzten beiden Novizen verstarben, legte Pater Gottfried die Habits seiner verstorbenen Mitbrüder auf die Kommunionbank der Kirche, so dass jeder, der wollte, sie ergreifen und in die Gemeinschaft eintreten konnte. Auf die vorgeschriebenen Eintrittsgelder verzichtete man unter diesen Umständen. Von den Neueintritten fielen schon im Folgejahr erneut sechs Brüder der Seuche zum Opfer, 1667 waren es zwei und 1668 wiederum fünf. Der Konvent erholte sich relativ bald von diesen Todesfällen, jedoch nicht zur Gänze von seiner prekären Finanzlage.

### 18. Jahrhundert
Im Jahre 1701 wurde Bruder Peter Efferen zum Pater gewählt. Nachdem er anfangs etwas Besserung in die wirtschaftliche Lage brachte und das Vertrauen des Rates und seiner Mitbrüder genoss, musste man schon bald feststellen, dass man sich in ihm getäuscht hatte. Seine Lebensführung löste Ärger aus, sein Ruf war schlecht und die Einkünfte des Klosters verschwendete er. Nachdem sich einige Brüder wiederholt über ihn beim Nuntius beschwert hatten, kam es am 27. Mai 1707 zu einer Visitation, welche den Pater tadelte und ihm eine Buße auferlegte. Das Verhalten des Paters besserte sich nicht, so dass der Visitator, durch den Nuntius nun zum Generalkommissar ernannt, am 10. Juni 1710 ein Provinzkapitel zur Hebung der Ordenszucht hielt. Da weder Kapitel noch wiederholte Visitation etwas an der Situation des Hauses änderten, führte der Nuntius auf Bitten einiger Brüder nun selbst eine Visitation durch, welche mit der Absetzung des Paters endete. Doch Peter Efferen hatte einflussreiche Freunde, welche ihm am 13. September 1717 beim Nuntius eine Wiedereinsetzung in sein Amt verschafften. Er setzte sein früheres Verhalten aber unverändert fort. Die Alexianer in Aachen und Trier lösten sich daraufhin von Köln und gaben an, nur noch den Generalkommissar als Oberen anerkennen zu wollen. Der Nuntius sah sich gezwungen den Apostolischen Stuhl davon in Kenntnis zu setzen und schlug eine außerordentliche Visitation vor, welche vom 4. bis zum 6. März 1722 gehalten wurde. Die Folge war die erneute Absetzung des Paters und seines Stellvertreters. Nun endgültig aus seinem Amt entfernt ging Bruder Peter Efferen nach Siegburg, wo er im Jahre 1733 verstarb.
Der Apostolische Kommissar versuchte nun zwischen den Niederlassungen einige Versetzungen vorzunehmen und so den entstandenen Bruch wieder rückgängig zu machen, scheiterte jedoch an den Widerständen der einzelnen Häuser. Als der Pater des Aachener Hauses auf dem Provinzkapitel vom 6. Juni 1722 nicht erschien, war der befürchtete Bruch endgültig vollzogen. In Zukunft erholte sich der Ordensgeist der Kölner Alexianer nicht, so dass der Nuntius am 9. Juni 1751 eine persönliche Visitation vornahm. In seinem Bericht erwähnte er das Tragen ziviler Kleidung, den Gebrauch silberner Tabakdosen, den Zurückbehalt von Geldern, Besuch von Wirtshäusern und Trunkenheit. Der Nuntius hoffte dies unter anderem dadurch zu kurieren, dass die Brüder des Abends frühzeitig im Haus zu sein hatten. Der Visitator wurde vom Nuntius beauftragt, den Brüdern die von ihm aufgestellten Bestimmungen gründlich einzuschärfen, wobei er noch weiter ging, so dass künftig die Festtage der Gemeinschaft wie auch Einkleidungen und Professen nicht länger als einen Tag und selbst dann nur bis 20:00 Uhr bei einer beschränkten Anzahl weltlicher Gäste gefeiert werden durften. Tanz, Spiel und Frauen waren im Kloster fortan untersagt. Als nach einer Apostolischen Visitation im Jahre 1776 neue Statuten erlassen wurden, schienen sich die Verhältnisse gebessert zu haben. Das Kloster, welches 1726 seine Exemtion ausdrücklich bestätigt bekommen hatte, erhielt im Jahre 1786 einen bischöflichen Klosterkommissar, wodurch sie zu einer bischöflichen Kongregation herabsanken und unter die Aufsicht des Erzbischofs gestellt waren. Mehr als ein Dutzend Pensionäre, darunter zwei Geistliche und mehrere Geisteskranke beherbergend, zählte die Gemeinschaft 1787 19 Professbrüder und drei Novizen, wovon zehn gebürtige Kölner waren.
Als der Sturm der Französischen Revolution losbrach, waren die Alexianer in Köln die einzige männliche Gemeinschaft, welche von der Auflösung verschont blieb. Ab dem 9. Februar 1798 durfte die Ordensgemeinschaft keine Novizen mehr aufnehmen. Das Kloster wurde einer städtischen Behörde, der Verwaltung der Hospitäler, zur Beaufsichtigung unterstellt. Diese wurde nach der Revolutionszeit durch die staatliche Hospizienkommission abgelöst.

### 19. Jahrhundert
Zählten sie im Jahre 1800 noch 19 Brüder, so waren sie bis zum Jahre 1809 auf zwölf Professbrüder und zwei Novizen im Alter von 24 bis 59 Jahre gesunken. In ihrem Kloster unterhielten sie zu dieser Zeit noch keinen Krankensaal, pflegten aber 15 in der Stadt verstreut lebende Kranke. Aus ihrer Arbeit und ihren Kapitalien zogen sie zu dieser Zeit jährliche Einnahmen von 11.860 Franken, denen jedoch Ausgaben in Höhe von 12.000 Franken gegenüberstanden. Als der erste Beerdigungsunternehmer in Köln sein Geschäft eröffnete, weigerten sich die Brüder Bestattungen weiter auszuführen, so dass die Stadt sie am 25. Oktober 1810 von diesem Dienst entband.
Am 30. Juli 1813 erhielten die Alexianer durch den konstitutionellen Bischofs-Administrator von Aachen, Johann Dionys le Camus, neue Statuten, wobei er seine Unkenntnis bereits durch die Bezeichnung Frères de la miséricorde, also barmherzige Brüder, kundtat. Diese Statuten ließen von nun an das Gelübde der Armut wegfallen und gaben jedem Bruder das volle Eigentumsrecht, unterstellte das Kloster in allen geistlichen Dingen der bischöflichen Autorität, in allen weltlichen aber dem Verwaltungskommissar der Hospitäler. Zu allen Angelegenheiten musste zukünftig die Erlaubnis des Verwaltungskommissars eingeholt werden, welcher ebenfalls bei den Vorsteherwahlen zugegen war und den Gewählten bestätigen musste. Selbst zu Eintritten und Gelübdeablegungen musste die Gemeinschaft seine Genehmigung einholen.
Die Kongregation, welche am 17. Juni 1813 um die Rücknahme der Statuten bat und diese für sich als vollkommen unbrauchbar bezeichnete, war nun gänzlich in die staatliche Abhängigkeit gefallen. Trotz der neuen Statuten scheint es jedoch zu keiner Gelübdeablegung gekommen zu sein, da von den im Jahre 1817 im Kloster lebenden 12 Brüdern nur einer das Gelübde abgelegt hatte und die Ordenskleidung trug. Doch scheint sich der Hausstand in den folgenden Jahren stabil gehalten zu haben, denn im Jahre 1825 gehörten ihm immer noch 12 Brüder, fünf Pensionäre, ein Hausgeistlicher und vier Dienstangestellte an.
Nachdem Ferdinand August von Spiegel zum Erzbischof von Köln erhoben wurde, suchte er die kirchlichen Angelegenheiten seiner Diözese zu regeln. Hierzu gehörte auch das Kölner Alexianerkloster, für welches er eigenhändig einen Statutenentwurf anfertigte und es so in seinen alten Zustand zurückzuführen hoffte. Spiegel scheint auf die Alexianer ein besonderes Augenmerk geworfen zu haben, da er sich nicht nur persönlich mit dem Kölner Kloster auseinandersetzte, sondern sich auch um die Angelegenheiten des Neusser Klosters, welches bis zum Jahre 1829 offiziell noch eine Filiale Kölns war, kümmerte. Als die neuen Statuten dem Konvent am 27. Februar 1826 durch den Klosterkommissar vorgetragen und die Brüder zur Annahme derselben aufgefordert wurden, stellten zwei der Brüder Bedingungen und zwei lehnten die Annahme der neuen Statuten, welche das Ablegen der Gelübde von Gehorsam und Keuschheit auf fünf Jahre vorschrieben, gänzlich ab. Wenige Tage darauf verließen sie auch das Kloster, so dass zur Gelübdeablegung am 8. März sieben Brüder anwesend waren. Infolge der neuen Gelübde erhielt der Klostervorsteher aufs Neue seine traditionelle Amtsbezeichnung „Pater“.
Nach einer Absprache zwischen dem Erzbischof und der Armenkommission sollten die Brüder in das städtische Bürgerhospital versetzt werden. Da die Brüder sich allerdings weigerten, ihr Haus zu verlassen, bot man ihnen das ehemalige Benediktinerinnenkloster auf dem Mauritiussteinweg an, die heutige Wolkenburg. Diese erwarben sie, zusammen mit drei Äckern, am 17. Juni 1829 zu einem Preis von 15.500 Thalern und bezogen sie im Dezember des gleichen Jahres. Ihr altes Kloster konnten sie zu einem Preis von 9.560 Thalern verkaufen. Noch am 10. Dezember 1829 weihte Pfarrer Geistmann die Kapelle ihres neuen Heimes zu Ehren des heiligen Alexius und des heiligen Johannes von Gott ein. Die staatlichen Behörden, welche sich seit 1849 jeglicher Einmischung in die Angelegenheiten des Klosters enthielten, gestatteten der kleinen Gemeinschaft nach mehrmaligem Anfragen die Neuerrichtung einer Kapelle, welche sie am 12. November 1854 einweihen konnten. Angesichts der guten Entwicklung fragte der Klosterkommissar im folgenden Jahr noch einmal nach der Bereitschaft der Brüder zur Öffnung für die ewigen Gelübde. Entgegen der Einschätzung sprach man sich im Kloster einstimmig gegen die Armut und gegen die Ewigen Gelübde aus.
Seit Jahrzehnten war es Brauch, dass jeder Bruder im Kloster kostenfrei wohnte und verpflegt wurde, die Ausstattung seiner Zelle und den Unterhalt seiner Kleidung jedoch selbst bestreiten musste. Die notwendigen finanziellen Mittel flossen ihm aus den Pflegegebühren zu, von denen der größte Teil einem jeden persönlich zustand, und die noch in der ersten Hälfte des 19. Jahrhunderts von 2 ½ auf 7 ½ Silbergroschen erhöht wurden. Im Jahr 1858 wurde ein neuer Gebäudeflügel angebaut, in dessen unterer Etage sich die Waschküche, die Bäckerei und die Brauerei befanden, während die obere Etage für die Pflege alter und kranker Menschen reserviert war, wodurch die ambulante Pflege nur noch in dringlichen Einzelfällen besorgt wurde. Noch im selben Jahr kam es zu heftigen Auseinandersetzungen zwischen der Stadt und den Brüdern, in welcher die Armenverwaltung ihre alten Rechte wieder voll beanspruchte, die Gemeinschaft sich aber mit allen ihr zur Verfügung stehenden Mitteln dagegen zu wehren suchte. Trotz aller Bemühungen sah sich der Konvent schon bald wieder in die Grenzen zurückgedrängt, welche ihm die Konstitutionen von 1826 auferlegt hatten. Erst im Jahre 1898, als die Gemeinschaft sich in Köln-Lindenthal ein neues Kloster baute und sich von der Stadt mit 350.000 Mark freikaufte, fiel die ständige Bevormundung weg.
Im Ordensleben kam es in der zweiten Jahrhunderthälfte zu einigen Änderungen. Kardinal Melchers versuchte die Brüder zur Ablegung des Armutsgelübdes zu bewegen, scheiterte aber am Widerstand der Brüder. Ab 1866 verlangte der Erzbischof von jedem Neueintritt, dass er sich noch vor seiner Einkleidung bereit erkläre, sich einer gemeinsamen Brüderkasse anzuschließen und etwaige Veränderungen in Betreff auf das Gelübde der Armut bzw. die Ewigen Gelübde bedingungslos anzunehmen. Doch damit war die Sache noch nicht erledigt, denn im Jahre 1867 sollten sich die 15 Professbrüder erneut zu dieser Frage äußern. Während sich 13 der Brüder bereit erklärten das Gelübde der Armut versuchsweise auf fünf Jahre abzulegen, erklärten sich die beiden Senioren in keinem Fall dazu bereit. Man erklärte der erzbischöflichen Behörde also, dass man das Gelübde ablege, wenn das Kloster von der staatlichen Aufsicht befreit werde und die beiden anderen Brüder mit allen Rechten und Pflichten im Kloster verbleiben könnten. Dies war für die bischöfliche Behörde eine natürlich unannehmbare Forderung, so dass man ganze noch einmal verschob.
Ab 1874 mussten die seit 1866 eingetretenen Brüder ihr Vermögen zu einer Gemeinschaftskasse zusammenschließen. Nun war das Endziel der Reform nicht mehr allzu fern. 1886 erklärte sich die Kommunität zur Ablegung des Armutsgelübdes bereit, so dass der Erzbischof mit dem Staat in Verhandlungen treten und die Statuten im Jahre 1888 daraufhin geändert werden konnten. Am 10. Mai 1894 legten 13 Brüder und drei Novizen für die Dauer bis August 1895 das Gelübde der Armut ab, was sie am 28. August 1895 für die Dauer von diesmal fünf Jahren wiederholten. Kaum hatte der Vorsteher des Klosters am 18. August 1900 den Antrag zur Ablegung der Ewigen Gelübde bei der Erzbischöflichen Behörde eingereicht, da war dieser auch schon genehmigt, und 15 Brüder schritten am 30. September 1900 zur ersten Feier des ewigen Gelübdes seit 102 Jahren.
In diesen Jahren des Ringens begann die Kongregation zahlenmäßig zu erstarken und stieg von noch 11 Brüdern und zwei Novizen im Jahre 1891 auf 25 Professen und zehn Novizen im Jahre 1910. Da sich die Kongregation nun in einem stetigen Wachstum befand, sah man sich in den 1920er Jahren gezwungen auf dem Dachboden weitere Zellen einzurichten, da eine Unterbringung von weiteren Brüdern im Mutterhaus nicht mehr möglich war, zumal sie bis 1934 auf eine Mitgliederzahl von 130 Brüder stiegen, wovon sich etwa 85 im Mutterhaus aufhielten.
Nachdem es im Jahre 1891 aufgrund einer Grundbucheintragung auf den Namen des Klosters zu erneuten Auseinandersetzungen mit der Stadt gekommen war, legte der Erzbischof, Kardinal Philippus Krementz, dem Kloster nahe, keinen langwierigen und teuren Prozess gegen die Stadt zu führen, dessen Ende dann doch noch offen stände, sondern sich vielmehr mit der Stadt zu einigen. Nun stellte die Gemeinschaft als Einigungsvoraussetzung die Zurückgewinnung ihrer Freiheit von der städtischen Oberaufsicht, worauf die Stadt prompt einging. Sie bot den Brüdern für ihr Grundstück, das auf einen Wert von 930.000 Mark geschätzt wurde, 500.000 Mark und ein 8 Morgen großes Grundstück im Kölner Vorort Sülz an. Doch die Kongregation lehnte das Angebot der Stadt ab, da man nicht bereit war in ein noch vollkommen unbebautes Gebiet umzuziehen. Hierauf machte ihnen die Stadt ein zweites Angebot, worin sie ihnen statt eines Grundstücks 80.000 Mark mehr zahlen und die verbleibenden 350.000 Mark für den Verzicht auf das Aufsichtsrecht über die Gemeinschaft einbehalten wollte. Für die Kongregation war dies ein durchaus akzeptables Angebot, und bis Dezember 1897 gaben sowohl der Erzbischof wie auch die königliche Regierung in Berlin ihre Zustimmung zu dem Unterfangen. Nachdem die Entscheidung im Januar 1898 allgemein bekannt gegeben worden war, gab ihnen die Stadt noch drei Jahre zum Räumen des Klostergebäudes.
Schon im Juli 1897 hatte das Kloster 6 ½ Morgen Bauland im Kölner Vorort Lindenthal erworben, wo am 14. Mai 1898 der erste Spatenstich für einen Neubau getan wurde. Als es zu Bauverzögerungen gekommen war, bat der Klostervorstand die Stadtverwaltung um einen Aufschub der Räumung bis Mai, wofür diese die sehr hohe Pachtsumme von 4.000 Mark verlangte. Da die Stadt Köln offensichtlich nicht gewillt war den Alexianern entgegenzukommen, begann man bereits am 21. Februar 1901, sieben Tage vor Ablauf der Frist, erschwert durch das Chaos und die Kälte des Winters, in den noch nicht ganz vollendeten Bau umzuziehen.

### 20. Jahrhundert
Nun begann sich die Gemeinschaft zu einer „Modernen Kongregation“ zu entwickeln und gründete 1904 in Eschweiler ihre erste Filiale, welcher bereits drei Jahre später eine zweite in Risa bei Mechernich folgte. Zu einer kurzen Stagnation ihres Wachstums kam es während des Ersten Weltkrieges, wo neun Brüder an der Front und sechs Brüder in Feldlazaretten dienten und zwei von ihnen fielen. Bereits 1921 mit neuen Statuten versehen, konnten sie 1923 einen eigenen Friedhof innerhalb der Klostermauern anlegen. Schon im folgenden Jahr wurde die Klosterkirche zum Pfarrrektorat erhoben, wogegen sie sich jedoch eine lange Zeit sträubten, da sie eine Beeinträchtigung für sich selbst darin sahen.
Erneut in wirtschaftliche Schwierigkeiten drohte die Gemeinschaft zu geraten, als ein weiteres katholisches Allgemeinkrankenhaus in ihrer Umgebung eröffnet wurde und so die Bettenbelegung zwischen 1930 und 1934 um 43 % sank. Man sah sich daher nach medizinischen Alternativangeboten um. So kam es, dass man hinter dem Krankenhaus einen weiteren Gebäudetrakt für „leicht Schwachsinnige und Nervenkranke“, um deren Aufnahme man in den letzten Zeiten verstärkt gebeten wurde, zu errichten. Noch im Jahre 1935 begann man mit dem Unterfangen, wofür jedoch verschiedene Kredite aufgenommen werden mussten.
Eine Visitation des Krankenhauses, welche bereits 1934 durch den Medizinalrat Stroth gehalten wurde, warf ein eher trauriges Bild auf das Haus. Es wurde zwar als baulich gut geschildert, einzig die Heizung der Brüderklausur musste instand gesetzt werden, doch wurde der Aufzug als beängstigend bezeichnet. Die Belüftung wurde durch den Medizinalrat als so katastrophal dargestellt, dass es angeblich bereits stank. Sauberkeit, es putzten angestellte Frauen im Haus, und Asepsis waren unzureichend, so dass die Brüder regelmäßig an Tuberkulose erkrankten. Spucknäpfe infektiöser Kranker wurden nicht gesondert entsorgt, sondern einfach im Papierkorb ausgeleert. Das Labor war äußerst einfach gehalten. In seinem Abschlussbericht gab Stroth seiner Vermutung Ausdruck, dass wohl zu viel aus dem Krankenhaus herausgezogen, aber zu wenig hineingesteckt würde. Außer dem Novizenmeister, so hieß es weiter, zeige keiner Verständnis für die Mängelliste des Medizinalrates. Vielmehr fragte man sich, wer den ihnen sonst so gewogenen Mann wohl gegen das Kloster aufgehetzt habe. Der Generalobere wiegte sich in Unschuld und beklagte sich zu guter Letzt noch über die Uneinigkeit im Haus.
Das wenig später anbrechende Dritte Reich brach der blühenden Gemeinschaft dann endgültig das Genick. Während der Devisenprozesse des Jahres 1933 wurde die Buchhaltung des Krankenhauses scharf kontrolliert und als man endlich glaubte, einen Fehler entdeckt zu haben, wurde der Generalobere in Schutzhaft genommen, musste aber kurz darauf aus Beweismangel wieder auf freien Fuß gesetzt werden. Schon zwei Jahre später begannen Untersuchungen zur Aufdeckung sittlicher Vergehen im Hause. Hierbei weigerte sich der Generalobere, belastende Aussagen zu machen, wobei er mit der Faust auf den Tisch schlug, und beteuerte, sich lieber erschießen zu lassen, als aus Furcht eine Falschaussage zu machen. Im Hause selbst war nichts Belastendes herauszufinden. Doch waren die Brüder damit noch nicht rehabilitiert und die sittlichen Unterstellungen gingen weiter, so dass eine erneute Visitation auf den 7. Juli 1936 angesetzt wurde. Diese musste dann jedoch kurzfristig auf den 9. des Monats verschoben werden, da der Generalobere des Morgens telefonisch mitteilte, dass die Gestapo im Hause sei. Da es am 3. März 1937 noch zwei Einkleidungen gegeben hatte, müssen sich die Ereignisse um die Kongregation auf einmal überschlagen haben.
Im Zuge der Sittlichkeitsprozesse gegen Ordensangehörige und Priester im Nationalsozialismus wurden im Jahre 1937 46 Kölner Alexianer zu Haftstrafen verurteilt.
Zu Beginn des Monats Juni kam es zu Überlegungen betreffs einer Auflösung der Kongregation, die aufgrund von „bekannten Vorkommnissen“ nicht mehr haltbar war. Auf Verlangen der Geheimen Staatspolizei, kurz Gestapo, beschloss man die Übernahme des Krankenhauses durch eine Schwesterngemeinschaft. In Einzelgesprächen wurde mit jedem Bruder über seine Versorgungsmöglichkeiten und Wünsche nach einer eventuellen Auflösung der Kongregation gesprochen, man musste jedoch mit den meisten Brüdern mehrfach verhandeln. Die Ausgetretenen sollten, sofern sie nicht in eine andere Ordensgemeinschaft wechseln wollten, nach der Anzahl ihrer Ordensjahre finanziell entschädigt werden, die dann noch verbleibenden Brüder aber nach Siegburg übersiedeln.
In einem Schreiben vom 13. Mai 1937 beantragte der Erzbischof von Köln, Karl Joseph Kardinal Schulte, bei der Religiosen-Kongregation in Rom die Auflösung der Genossenschaft. Hierin berichtete der Erzbischof, dass nach einer Visitation im Jahre 1934 ein Jesuit bestellt worden sei, die allgemeinen und sittlichen Zustände sich jedoch keinesfalls gebessert hätten. Auch eine im Juni 1936 durch den Domkapitular Höller und zwei Ordenspriester durchgeführte Visitation ergab keine Veränderung der Situation zum Positiven hin. Da sich in der Kongregation zahlreiche, zum Ordensstand nicht geeignete junge Brüder befänden, welche aufgrund der Arbeitslosigkeit eingetreten und delicta turpia (Sittlichkeitsvergehen) vorgekommen seien, würde dieser Schritt nun nach reiflicher Überlegung eingeleitet. Die Antwort der Religiosen-Kongregation zu Rom kam schnell und beauftragte den Erzbischof in einem Schreiben vom 25. Mai desselben Jahres die „Kongregation … zu unterdrücken und auszulöschen“. Auftragsgemäß wurden alle Postulanten, Novizen und zeitlichen Professen umgehend aus der Kongregation entlassen, den ewigen Professen aber ein Verlassen der Gemeinschaft nahegelegt. Wie vorgesehen verließen die Brüder die Stadt und zogen sich nach Siegburg zurück. Das Krankenhaus selbst wurde den Cellitinnen aus der Antonsgasse übergeben, welche zum 9. August 1937 den nötigen Pachtvertrag mit ihnen schlossen. Nur sieben alte und kranke Brüder durften, unter Ablegung des Ordenskleides, im Hause verbleiben. Von den 66 Brüdern zur Jahreswende 1937 blieben einzig 29 übrig. Es regte sich bei all dem kein Widerstand. Der Generalobere – ein williges Werkzeug in den Händen der diözesanen Verwaltung, gut lenkbar, wie er es auch schon zu früheren Zeiten bewiesen hatte.
Bereits vor dem Zweiten Weltkrieg hatte Kardinal Schulte eine Vereinigung der Neusser mit der Kölner Kongregation vorgeschlagen, doch musste man dieses Vorhaben dann erst einmal aus Kriegsgründen zurückstellen. Da die meisten Brüder, welche nach der Aufhebung der Gemeinschaft noch übriggeblieben waren, eher alt waren, sank die Zahl der Brüder bis zum Jahre 1951 auf 15 herab. 1960 zählte die Gemeinschaft bereits nur noch sieben Mitglieder. Obwohl die Kölner Brüder bereits in Verhandlungen mit den Steyler Patres (SVD) und den Siegburger Benediktinern standen, bot ihnen der Generalobere der Neusser Alexianerbrüder, Pater Paulus Parensen, im Jahre 1958 eine Vereinigung der beiden Kongregationen an. Auf Drängen des Erzbischofs von Köln, Josef Kardinal Frings, wurde dieses Angebot durch die Gemeinschaft am 25. November 1960 einstimmig angenommen, woraufhin ein Schreiben des apostolischen Stuhles vom 25. April 1963 den Erzbischof zur Durchführung der Fusion bemächtigte.
In den folgenden Jahren scheint es jedoch zu Verschleppungen gekommen zu sein, so dass es in einem Brief aus dem Jahre 1967 heißt, dass in dem Kloster ein Geist der Ängstlichkeit und Ungewissheit herrsche und die Brüder sich bei Gelegenheit stets zu Verwandten und Bekannten zurückzögen. Auch wenn der Brief mit der Möglichkeit einer Beschwerde bei der Religiosenkongregation in Rom drohte, wobei diese, laut Schreiber, nicht durch die fünf noch lebenden Brüder zu erwarten war, so dürfte die jetzige Beschleunigung der Angelegenheit, welche mit dem Vereinigungsdekret vom 8. November 1967 abgeschlossen wurde, wohl nicht auf diesen Brief zurückzuführen sein. Nachdem die Vereinigung im Jahre 1968 mit einem gemeinsamen Generalkapitel der nun fusionierten Kongregationen von Neuss und Köln/Siegburg begangen wurde, starb mit Bruder Eduard Hostadt im Jahre 1987 der letzte Kölner Alexianer.

## Filialklöster

### Eschweiler
Der Generalobere, Bruder Dominikus Loweg, mietete am 1. Mai 1904 eine in der Eschweiler Peilsgasse gelegene Wohnung mit sieben Wohnräumen und zwei Mansardenzimmern, zu der auch ein kleiner Garten gehörte. Hier gründete er die erste Filiale der Kölner Alexianer, das Alexianerkloster Eschweiler, mit dem Zweck der ambulanten Krankenpflege. Am 3. November 1904 zogen die ersten drei Brüder, Ignatius Glasmacher, Laurentius Walter und Sebastianus Ramm, ein. Da die Einwohner Eschweilers das Haus und die Tätigkeit der Brüder nicht kannten, fanden diese in der ersten Zeit so gut wie überhaupt keine Beschäftigung in ihrer beruflichen Tätigkeit. Auch wenn hier und da einmal ihre Hilfe von einem Kranken in Anspruch genommen wurde, ihr Einkommen war damit noch lange nicht gesichert. Im Juli 1906 erwarb die Kongregation ein 70,62 Ar großes Grundstück an der Poststraße (ab 1935: Jülicher Straße), worauf ein Haus errichtet werden sollte, das auch die Aufnahme von etwa 30 Pensionären gewähren sollte. Nachdem man am 16. März 1908 den ersten Spatenstich getan hatte, konnte das Kloster, welches auf den Wunsch des Kölner Erzbischofs Antonius Kardinal Fischer dem heiligsten Herzen Jesu geweiht war, bereits am 22. April 1909 bezogen werden. Doch durchlebte die kleine Kommunität auch zukünftig harte Zeiten, so dass sie in ihrer Armut durch einige Wohltäter mit dem Notwendigen versorgt werden musste. Mit der Zeit aber etablierte sich das Haus, so dass hier im Jahre 1936 sechs Brüder in der ambulanten Krankenpflege und der Betreuung von 20 Pensionären tätig waren. Eine Visitation, die ebenfalls in diesem Jahr vorgenommen wurde, bestätigte der Niederlassung obendrein eine gute Atmosphäre. Als die Kongregation im kommenden Jahr aufgehoben wurde, war das Haus zum Jahresende nur noch mit zwei Brüdern belegt, doch war eine baldige Auflösung der Niederlassung nicht möglich, da die Betreuung der Pensionäre gewährleistet sein musste. Nachdem die Kongregation bereits seit August 1943 mit den Kölner Ursulinen wegen einer Übergabe des Hauses in Verhandlung stand, schloss sie diese am 31. Dezember des Jahres auch vertraglich ab. Nachdem die Genehmigung desselben am 12. Februar 1944 erteilt worden war, verließen die Brüder das Haus alsbald und übergaben es den Schwestern. Als die Ursulinen das Haus verlassen hatten, folgte ihnen als Pächter am 5. März 1956 der Eschweiler Bergwerksverein. Am 1. Januar 1960 wurden Gebäude und Grundstück an einen Fabrikanten verpachtet, der es dann später auch für 110.000 DM kaufte. Wenige Jahre später wurde das Gebäude abgerissen. Heute erinnert an das Eschweiler Kloster dort noch das Sträßchen Im Klostergarten.

### Risa
Mit der zweiten Filialgründung, dem St.-Rochus-Heim in Risa bei Mechernich in der Eifel, sollte eine Erholungsmöglichkeit für die Brüder eingerichtet werden. So machte der Klosterkommissar die Gemeinschaft im Jahre 1907 auf ein zum Verkauf stehendes Anwesen des Mechenicher Bergwerks-Vereins aufmerksam, das aus einem Wohnhaus, sechs Morgen Parkanlage und etwa sechs Hektar Wiesen und Ackerland bestand. Nach einer Besichtigung erwarb man im Laufe der folgenden Jahre noch einige an das Grundstück anstoßende Ländereien hinzu, so dass das gesamte Anwesen auf eine Größe von etwa 46 Morgen anwuchs und bereits im Jahre 1909 durch sechs Brüder betreut wurde. Bei seiner Visitation im Jahre 1906 stellte der Visitator fest, dass es doch recht schwierig sei in das Haus Einblick zu erlangen. Dieser schien ihm dann doch nicht zur Gänze versagt geblieben zu sein, stellte er doch fest, dass sich fast der ganze klösterliche Betrieb über Tag in der Küche abspielte. Auch sonst gab es Beanstandungen, da die Klausur öfters gebrochen wurde und Gäste mit den Brüdern zusammen im Refektorium aßen. Bruder Franziskus, der Senior des Hauses, beklagte sich über den schwachen Ordensgeist der kleinen Kommunität, welche schon seit ein bis zwei Jahren keine Werktagsmesse mehr im Hause feiern konnte, so dass sie diese in den Dörfern ringsum besuchen musste. Um dem schlechten Finanzzustand entgegenzutreten und eine Einkommenssteigerung zu erreichen, begann man damit einige Pflegefälle in das Haus aufzunehmen, was jedoch nichts an einem „immer größer in die Erscheinung tretendes Verkommen“ des Anwesens änderte und so den Unwillen der Generalleitung hervorrief. Da die hiesigen Brüder nach einer Erweiterung des Mutterhauses in Köln von größerem Nutzen waren, beantragte man 1936 im Generalvikariat den Verkauf des Hauses und hob die Niederlassung auch kurz darauf auf.

### Siegburg
Um eine einwandfreie Versorgung des Mutterhauses in Köln sicherzustellen, spielte man bereits seit einiger Zeit mit dem Gedanken des Erwerbs eines eigenen Gutsbetriebes für Land- und Viehwirtschaft. Als sich im Jahre 1930 die Möglichkeit zu einem verhältnismäßig günstigen Erwerb eines solchen in dem bei Siegburg gelegenen Rittersitz „Zur Mühlen“ bot, nahm man diese Gelegenheit wahr. Dieses Haus hatte, so wie die Gemeinschaft selbst, eine lange Geschichte aufzuweisen. Möglicherweise bereits 1060 mit dem dazugehörigen Mühlenzwangrecht in den Besitz der Abtei Siegburg gelangt, befand sich das Haus außerhalb des Siegburger Burgbannes und der Vogtei Wolsdorf auf dem Gebiet des Amts Blankenberg. Nach seiner ersten Erwähnung im Jahre 1312, wo es sich noch im Besitz der Abtei St. Michael zu Siegburg befand, erhielt sein Besitzer, der Ritter Johann von Attenbach, 1369 durch den Herzog von Berg das Mühlenzwangsrecht für den Gerichtsbezirk Wolsdorf und die Dörfer Kaldauen, Schneffelrath, die Höfe an der Heide, Rodenbach, Schmitthof, Leyhorst und Junkersbroich.
Als die von Attenbach ausstarben fiel das aus Tuffstein und mit Türmen ausgestattete Burghaus im 16. Jahrhundert an die von der Reven, die es wiederum im Jahre 1618 an die von Gevertzhagen, Herren zu Attenbach, verkauften. Nachdem der letzte Spross der Familie 1690 bei der Belagerung von Kaiserswerth zu Tode gekommen war, fiel das Erbe nach dem Tod seiner Witwe dem Philipp Adolf von Wittmann zu. Da dieser später jedoch geisteskrank wurde und das Gut durch den eingesetzten Verwalter vollkommen heruntergewirtschaftet wurde, kam es zur Versteigerung des Anwesens. Neuer Besitzer wurde am 26. April 1735 Raban Wilhelm von Wecus, der die außerhalb des Hauses an der Stelle des heutigen Heiligenhäuschens Johänneken von Troisdorf gelegene Kapelle in dieses hinein verlegte und dessen Sohn 1799 hier verstarb. Erbe war seine Tochter Elise, die wiederum mit dem Kölner Kunstsammler Everhard Oswald Freiherr von Mering verheiratet war. Ihr Sohn, der Historiker Dr. phil. Friedrich Everhard von Mering, beschrieb das Haus, in dem er seine Kindheit verbrachte, folgendermaßen: „Zur Haustür kann man nur über eine Brücke in Stein gelangen.“ Er datiert das im Empire-Stil errichtete Haus, das er als von einem großen Garten und Weihern umgeben bezeichnet, auf das Jahr 1760. Nachdem es als Erbe seinem Schwiegersohn, dem russischen Stabsrittmeister von Kezelli, zufiel, gelangte es 1827 in den Besitz Johann Neuhöffers.
Das Besitzerkarussell drehte sich nun immer rasanter, denn 1845 waren der Topograph J. P. Weyer, 1846 die von Klitzing und 1857 endlich die Fürsten von Salm-Horstmar die Besitzer. Am 20. September 1902 kam es zu einem tragischen Zwischenfall, als der Pächter des Hofes seine Frau und seinen Verwalter erschoss. Er wurde nach seinem Freispruch, er hatte die Tat im Zustand der Willensunfreiheit begangen, in die Provinzial-Irrenanstalt eingewiesen.
Nun endlich fand das Haus, das bis etwa 1806 einen Sitz im bergischen Landtag besaß und im 19. Jahrhundert in die Rheinischen Provinzstände als Rittergut aufgenommen wurde, seinen letzten Besitzer und wurde am 1. Juli 1930 für 300.000 Goldmark an die Kölner Alexianer verkauft. Noch im selben Jahr begann die Gemeinschaft mit dem Bau einer Kapelle, die schon am 2. April 1931 dem heiligen Josef geweiht werden konnte. Ein neues Wirtschaftsgebäude, ein Klostergebäude und ein Bettenhaus für etwa 100 Patienten wurden kurz darauf in Angriff genommen und schon bald fertiggestellt. Man kann wohl sagen, dass der Mühlenhof seinen Zweck zur vollen Zufriedenheit seiner Betreiber erfüllte, zumal, als die Kongregation der Kölner Alexianerbrüder im Jahre 1937 aufgehoben wurde, sich die in ihr verbliebenen 25 Brüder hierher zurückzogen. Nachdem das Haus zeitweilig in ein Kriegslazarett umgewandelt worden war, verpachtete man einen der Gebäudeflügel am 1. Juli 1941 an die Stadt Siegburg, die hier eine Isolierstation ihres Krankenhauses unterbrachte. Mit diesem Entgegenkommen glaubte die kleine Gemeinschaft nun endgültig einer Aufhebung oder Enteignung entgangen zu sein, was ein Fehler war. Legte man der Kongregation doch Mitte Juli 1942 mit etwas Nachdruck den Verkauf des Hauses an die nationalsozialistische Stadtverwaltung nahe. Glücklicherweise war es den Brüdern mit der Hilfe eines befreundeten Rechtsanwaltes möglich, eine Entscheidung bis zum Kriegsende hinauszuzögern, so dass die Kongregation dem Verlust ihrer letzten Niederlassung und somit einer eventuellen Obdachlosigkeit entging. Auch wenn das Haus in den letzten Kriegstagen noch in den Kernpunkt des Kampfgebietes geriet, blieb es doch weitestgehend verschont. Doch kostete der Krieg so manches Opfer, hatte man doch sechs im Krieg gefallene Brüder und zahlreiche in englische oder sowjetische Kriegsgefangenschaft geratene Brüder zu beklagen, die teils erst 1949 heimkamen.
In den ersten Nachkriegsjahren noch durch 17 Brüder aufrechterhalten schrumpfte der Konvent bis 1968 auf vier Brüder zusammen. Da die Brüder durchweg bereits älter waren, wurden nach der Vereinigung mit der Kongregation der Neusser Alexianerbrüder einige Brüder von Neuss nach Siegburg entsandt, wo sie den kleinen Konvent verstärken sollten. Auch die Leitung ging in die Hände eines Neusser Bruders über, der den in den letzten Jahren stark heruntergewirtschafteten Betrieb wieder rentabel machen sollte. Wie weit ihm dies gelang, können wir nicht genau sagen, waren doch die Gebäude vollkommen überaltert und das regelmäßige Opfer kleinerer Brände. Auf dem über einem Torbogen gelegenen Klausurtrakt wurden nun ehemalige Neusser Patienten und „Heimbewohner“ untergebracht, so dass es zur Einrichtung eines geschlossenen Klausurbereichs erst wieder in den 1980er Jahren kam, jetzt jedoch auf der zweiten Etage des Herrenhauses. Zwar war der dreiköpfige Konvent des Hauses 1984 vollkommen überaltert; das jüngste Mitglied war der 68-jährige Obere, die beiden übrigen aber bereits 78 und 82 Jahre alt. Doch sollte er sich bald zum jüngsten aller Alexianer-Niederlassungen entwickeln und im Jahr 1987 nach der Verlegung des Noviziates aus Neuss nach Siegburg auf vier Brüder und vier Novizen anwachsen. Nachdem bereits im vorangegangenen Jahr die landwirtschaftlichen Gebäude endgültig ein Opfer der Flammen wurden, errichtete man auf dem Gelände des ehemaligen Wirtschaftsbetriebes ein Altenheim für etwa 100 Bewohner und wandelte das im Empire-Stil errichtete Herrenhaus in einen reinen Klausurbau um. Als sich im ersten Drittel der 1990er Jahre der Konvent durch Austritte und Versetzung zerschlagen hatte, verlegte die Provinz das Noviziat im März 1994 nach Aachen und beließ nur einen Bruder im Haus zur Mühlen. Doch bereits 2002 begannen umfangreiche Renovierungs- und Umbauarbeiten im Haus, da das Noviziat erneut nach Siegburg zurückkehren sollte, was dann doch nicht geschah.